# کامل‌آباد (مراغه)
کامل‌آباد یکی از روستاهای استان آذربایجان شرقی است که در دهستان سراجوی شمالی بخش مرکزی شهرستان مراغه واقع شده‌ است. و براساس سرشماری مرکز آمار ایران در سال ۱۳۹۰، جمعیت آن ۶۲۶ نفر و دارای ۱۷۲ خانوار بوده‌ است.